# Marcus Tudgay
Marcus Tudgay, född 23 januari 1985, är en engelsk fotbollsspelare som spelar för South Normanton Athletic som anfallare. Hans moderklubb är Derby County.